# Grupo Poma
El Grupo Poma es un holding de El Salvador, Centroamérica, dirigido por Ricardo Poma. Algunas de las actividades empresariales del grupo son los concesionarios de automóviles, la promoción y construcción inmobiliaria, la fabricación industrial y los hoteles, así como las inversiones en telecomunicaciones y diversas organizaciones sin ánimo de lucro que llevan a cabo proyectos sociales.

## Historia

### Inicios
Bartolomé Poma, un emprendedor de origen español, llegó a El Salvador en 1915 y fundó una empresa de transporte automotriz. Tres años después obtuvo la representación de las marcas de automóviles Essex y Hudson, pero al poco tiempo el garaje de la compañía sufrió un incendio que casi la saca de operaciones.
En 1920 la empresa construyó un nuevo garaje y tuvo que enfrentar otras dificultades, como la Crisis de 1929 y la Segunda Guerra Mundial, que obligó al cierre temporal de la compañía en 1943 por la no llegada de autos al país. Con el paso de los años, la compañía empezó a diversificar su portafolio de inversiones, acogiendo negocios en otros sectores como el hotelero y el de bienes raíces.

### Consolidación y actualidad
En la actualidad, la empresa es dirigida por Ricardo Poma y cuenta con operaciones en nueve países. El conglomerado está constituido por seis divisiones primarias: Excel Automotriz, Grupo Roble, Real Hotels & Resorts, Grupo Solaire, Grupo Autofácil y Multiplaza. De igual manera, el grupo apoya iniciativas sociales a través de organizaciones como la Fundación Poma, la Escuela Superior de Economía y Negocios, la Fundación Renacer y la Fundación Salvadoreña para la Salud y el Desarrollo Humano.